# Color Lines
Color Lines («Цветные линии», сокр. Lines) — логическая компьютерная игра, разработанная Олегом Дёминым, Геннадием Денисовым и Игорем Ивкиным и изданная российской компанией Gamos в 1992 году.

## Игровой процесс
| Версия для Windows 95 | Версия для Windows 95         | Версия для Windows 95         |
| --------------------- | ----------------------------- | ----------------------------- |
|                       | Рекомендации                  |                               |
| IBM PC                |                               |                               |
| ОС                    | Windows 95                    | Windows 95                    |
| ЦПУ                   | 486DX 33 МГц или лучше        | 486DX 33 МГц или лучше        |
| Объём ОЗУ             | 4 Мб                          | 4 Мб                          |
| Видеокарта            | SVGA                          | SVGA                          |
| Звуковая плата        | Sound Blaster (рекомендуется) | Sound Blaster (рекомендуется) |
| Устройства ввода      | мышь                          | мышь                          |

Игра происходит на квадратном поле в 9×9 клеток и представляет собой серию ходов. На каждом ходу сначала компьютер в случайных клетках выставляет три шарика случайных цветов, последних всего семь. Далее делает ход игрок, он может передвинуть любой шарик в другую свободную клетку, но при этом между начальной и конечной клетками должен существовать недиагональный путь из свободных клеток. Если после перемещения получается так, что собирается пять или более шариков одного цвета в линию по горизонтали, вертикали или диагонали, то все такие шарики исчезают и игроку даётся возможность сделать ещё одно перемещение шарика. Если после перемещения линии не выстраивается, то ход заканчивается, и начинается новый с появлением новых шариков. Если при появлении новых шариков собирается линия, то она исчезает, игрок получает очки, но дополнительного перемещения не даётся. Игра продолжается до тех пор, пока всё поле не будет заполнено шариками и игрок не потеряет возможность сделать ход.
Цель игры состоит в наборе максимального количества очков. Счёт устроен таким образом, что игрок при удалении за одно перемещение большего числа шариков, чем пять, получает существенно больше очков. Во время игры на экране показывается три цвета шариков, которые будут выброшены на поле на следующем ходу.

## История
Первая версия игры была выпущена на DOS в 1992 году.
Известно о существовании портированной версии на Windows 3.x, которая предположительно получила распространение с октября 1994 года.
В 1995 году игра была портирована на Windows 95 Игорем Неделько и Андреем Аксельродом. Игра распространялась по условно-бесплатной модели и была несколько улучшена: Color Lines получила графику с использованием 256 цветов, был усовершенствован интерфейс, были добавлены новые элементы и уровни сложности.
В 1996 году права на создание версий для Windows и Macintosh были проданы компании Namco, и по ним была сделана игра Golly! Ghosts! Goal!, вошедшая в серию Golly! Ghost!
Выходила версия для портативного компьютера Cybiko, получившая название Funny Balls.
Color Lines была склонирована и включена в наборы игр GNOME Games (под названием Five or More) и KDE Games.
Известными клонами на мобильных устройствах считаются Rainbow Lines и Park-o-Nora.